# Sportåret 1978

## Händelser

### Allmänt
- 17 maj - Från Aten meddelar IOK att olympiska vinterspelen 1984 avgörs i Sarajevo och inte i någon av motkandidatorterna Göteborg eller Sapporo.[1]
- 14 november - Björn Borg och Ingemar Stenmark tilldelas Svenska Dagbladets guldmedalj.[1]

### Amerikansk fotboll
- Dallas Cowboys besegrar Denver Broncos med 27 - 10 i Super Bowl XII. (Final för 1977).

#### NFL:s slutspel för 1978
Från och med 1978 införs ett nytt system för slutspelet. Vinnarna av de tre divisionerna i respektive Conference går automatiskt till slutspelet, som nu utökas med ytterligare två lag (kallade Wild Cards – de två lag som förutom divisionssegrarna uppnått bästa resultat under året). Wild Cards möts i en första omgång (I) varvid segrande lag går till slutspelet (II).

##### NFC (National Football Conference)
- Divisionssegrare: Dallas Cowboys, Los Angeles Rams och Minnesota Vikings
- Wild Cards:  Atlanta Falcons och Philadelphia Eagles
- I -
  - Atlanta Falcons besegrar Philadelphia Eagles med 14 - 13
- II –
  - Dallas Cowboys besegrar Atlanta Falcons med 27 - 20
  - Los Angeles Rams besegrar Minnesota Vikings med 34 - 10
    - Dallas Cowboys besegrar Los Angeles Rams med 28 - 0 i NFC-finalen

##### AFC (American Football Conference)
- Divisionssegrare: Denver Broncos, New England Patriots och Pittsburgh Steelers
- Wild Cards:  Miami Dolphins och Houston Oilers
- I -
  - Houston Oilers besegrar Miami Dolphins med 17 - 9
- II -
  - Pittsburgh Steelers besegrar Denver Broncos med 33 - 10
  - Houston Oilers besegrar New England Patriots med 31 - 14
    - Pittsburgh Steelers besegrar Houston Oilers med 34 - 5 i AFC-finalen

### Bandy
- 18 mars - IK Göta blir svenska dammästare för herrar genom att i finalen besegra Katrineholms SK med 5–4 på Söderstadion i Stockholm.[2][3]
- 19 mars - Edsbyns IF blir svenska herrmästare genom att i finalen besegra Västerås SK med 6–4 på Söderstadion i Stockholm.[2][3]

### Baseboll
- 17 oktober - American League-mästarna New York Yankees vinner World Series med 4-2 i matcher över National League-mästarna Los Angeles Dodgers.[4]

### Basket
- 17 april - Södertälje BBK blir svenska herrmästare för första gången, då man slår Alviks BK med 82-75 i Eriksdalshallen, där femte och avgörande finalen spelas.[1]
- 30 maj - Sovjet vinner damernas Europamästerskap i Polen före Jugoslavien och Tjeckoslovakien.[5]
- 7 juni - Washington Bullets vinner NBA-finalserien mot Seattle Supersonics.[6]
- 14 oktober - Jugoslavien blir herrvärldsmästare genom att finalslå Sovjet med 82-81 i Filippinerna.[7]

### Bowling
- 22 oktober - Sverige vinner Europacupen för damer i Berlin.[1]

### Boxning
- 15 februari - Leon Spinks, USA erövrar världsmästartiteln genom att besegra Muhammad Ali, USA på poäng efter 15 ronder i Las Vegas.[1]
- 30 mars - Leon Spinks, USA fråntas världsmästartiteln av WBC, och i stället går titeln till Ken Norton, USA. Anledningen är att Leon Spinks vägrat möta Ken Norton, och i stället skrivit kontrakt om att boxas i Afrika mot Muhammad Ali, USA.[1]
- 15 september - Muhammad Ali, USA återtar sin världsmästartitel genom att på poäng besegra Leon Spinks, USA i New Orleans. Det är första gången som en boxare erövrar tungviktstiteln tre gånger.[1]

### Brottning
- 21-23 april - Europamästerskapen avgörs i Oslo.[1]
- 23 augusti - Världsmästerskapen i Mexico City avslutas.[1]

### Cykel
- 23 juli - Bernard Hinault, Frankrike vinner Tour de France.[1]

- Gerrie Knetemann, Nederländerna vinner landsvägsloppet vid VM.
- Johan De Muynck, Belgien vinner Giro d'Italia.
- Bernard Hinault, Frankrike vinner Vuelta a España.

### Fotboll
- 16 mars - Ghana vinner afrikanska mästerskapet i Ghana genom att besegra Uganda med 2–0 i finalen i Accra.[8]
- 3 maj - RSC Anderlecht vinner Europeiska cupvinnarcupen genom att besegra FK Austria WAC Wien med 4–0 i finalen på Parc des Princes i Paris.[9]
- 6 maj - Ipswich Town FC vinner FA-cupfinalen mot Arsenal FC med 1-0 på Wembley Stadium.[10]
- 9 maj - PSV Eindhoven vinner UEFA-cupen genom att besegra SEC Bastia i finalerna.[9]
- 10 maj - Liverpool FC vinner Europacupen för mästarlag genom att besegra Club Brugge KV med 1–0 i finalen på Wembley Stadium i Paris.[9]
- 25 juni - Argentina vinner VM-guld genom att i finalen besegra Nederländerna med 3–1 efter förlängning i Buenos Aires.[11]
- 9 juli - Sverige blir nordiska dammästare i Danmark före Danmark och Finland.[12]
- 4 november – Malmö FF vinner Svenska cupen genom att finalslå Kalmar FF med 2-0 i förlängning i Bromölla.[13]
- Okänt datum – Svenska Fotbollförbundet sparkar igång en svensk högstadivision för damer bestående av sex olika serier.[14]
- Okänt datum – Kevin Keegan, England, utses till Årets spelare i Europa.
- Okänt datum – Mario Kempes, Argentina, utses till Årets spelare i Sydamerika.
- Okänt datum – Abdul Razak, Ghana, utses till Årets spelare i Afrika.

#### Ligasegrare / resp. lands mästare
- Belgien - Club Brugge
- England - Nottingham Forest FC
- Frankrike - AS Monaco
- Italien - Juventus FC
- Nederländerna – PSV
- Skottland - Rangers FC
- Spanien - Real Madrid
- Sverige - Östers IF
- Västtyskland - 1. FC Köln

### Friidrott
- 9 juli - Boris Sajtuk, Sovjetunionen noterar nytt världsrekord i släggkastning då han kastar 80.14 meter, och därmed blir först över drämgränsen 80 meter.[1]
- 4-6 augusti - Svenska mästerskapen avgörs på Stockholms stadion.[1]
- 12-13 augusti - Finnkampen avgörs på Helsingfors Olympiastadion. Finland vinner herrkampen med 240-168, och damkampen med 85-72.[1]
- 3 september - Europamästerskapen avslutas i Prag, och domineras av Sovjetunionen och Östtyskland.[1]
- 5 november - IAAF har styrelsemöte på Rhodos, och meddelar namnen på fem aktiva idrottare som avslöjats dopade vid Europamästerskapen i Prag.[5]
- 31 december - Radhouane Boster, Frankrike vinner herrklassen och Dana Slater, USA vinner damklassen vid Sylvesterloppet i São Paulo.[15]
- Bill Rodgers, USA vinner herrklassen vid Boston Marathon.[16] medan Gayle S. Barron, USA vinner damklassen.[17]

### Golf
- 6 augusti - Severiano Ballesteros vinner SEO på Vasatorpsbanan utanför Helsingborg.[1]
- 21 oktober - Världsmästerskapen avslutas i Fiji.[1]
- 5 december - Världsmästerskapen för professionella lag avslutas i Princeville, Hawaii.[1]

#### Herrar
- The Masters vinns av Gary Player, Sydafrika
- US Open vinns av Andy North, USA
- British Open vinns av Jack Nicklaus, USA
- PGA Championship vinns av John Mahaffey, USA
- Mest vunna vinstpengar på PGA-touren: Tom Watson, USA med $362 429

#### Damer
- US Womens Open – Hollis Stacy, USA
- LPGA Championship – Nancy Lopez, USA
- Mest vunna vinstpengar på LPGA-touren: Nancy Lopez, USA med $189 213

### Handboll
- 5 februari - Rumänien blir herrvärldsmästare genom att finalbesegra Sovjet med 20-19 i Köpenhamn.[18]
- 9 april - HK drott blir svenska herrmästare.[1]
- 12 april - Borlänge HK blir svenska dammästare.[1]
- 10 december - Östtyskland blir damvärldsmästare före Sovjet och Ungern i Tjeckoslovakien.[19]

### Hastighetsåkning på skridskor
- 11-12 februari - 19-årige Eric Heiden, USA blir sprintherrvärldsmästare i Lake Placid före Frode Rønning, Norge och Johan Granath, Sverige.[1]
- 25-26 februari - 19-årige Eric Heiden, USA blir herrvärldsmästare på Nya Ullevi i Göteborg före Jan Egil Storholt, Norge och Sergej Martsjuk, Sovjetunionen.[1]

### Hästsport

#### Galopp
- 1 april - Grand National avgörs.[1]

#### Trav
- 16 december - 5-årige USA-födde hingsten "Pershing" utses till "Årets häst" i Sverige.[1]

### Ishockey
- 3 januari - Kanada blir juniorvärldsmästare i Montréal då man finalslår Sverige med 5-2.[20]
- 4 april - Skellefteå AIK blir svenska mästare efter slutspelsvinst över AIK med 2 matcher mot 1.[21]
- 14 maj - Sovjet blir i Prag världsmästare. Sverige blir för första gången sedan 1968 utan medalj.[22]
- 25 maj - Stanley Cup vinns av Montreal Canadiens som besegrar Boston Bruins med 4 matcher mot 2 i slutspelet.[23]
- 23 september - Arne Grunander efterträder Over Rainer som ordförande för Svenska Ishockeyförbundet.[24]
- 22 december - Sovjet vinner Izvestijaturneringen i Moskva före Tjeckoslovakien och Kanada.[25]
- Okänt datum – I nummer 8 av tidskriften Hockey presenterar svenske tränaren Tommy Sandlin, tränare för svenska landslaget och Modo AIK:s A-herrlag, sin satsning på spelsystemet 1-3-1.[26]

### Konståkning

#### VM
- Herrar – Charles Tickner, USA
- Damer – Anett Pötzsch, DDR
- Paråkning – Irina Rodnina & Aleksandr Zaitsev, Sovjetunionen
- Isdans - Natalja Linitjuk & Gennadij Karponosov, Sovjetunionen

#### EM
- Herrar – Jan Hoffman, DDR
- Damer – Anett Pötzsch, DDR
- Paråkning – Irina Rodnina & Aleksandr Zaitsev, Sovjetunionen
- Isdans - Irina Moisejeva & Andrej Minenkov, Sovjetunionen

### Motorsport

#### Formel 1
- 8 oktober - Världsmästare blir Mario Andretti, Italien.

#### Speedway
- 2 september - Ole Olsen, Danmark blir världsmästare på Wembley Stadium.[1]

#### Sportvagnsracing
- Den tyska biltillverkaren Porsche vinner sportvagns-VM.
- Fransmännen Jean-Pierre Jaussaud och Didier Pironi vinner Le Mans 24-timmars med en Renault Alpine A442.

### Orientering
- 14 juli - Femdagarsloppet, som lockar 15 868 deltagare, avslutas i Karlsborg.[1]
- 15-17 september - Världsmästerskapen avgörs i Kongsberg.[27]

### Schack
- 12 januari - Viktor Korttjnoj, Sovjetunionen besegrar Boris Spasskij, Sovjetunionen vid utmanarfinalen i Belgrad.[1]
- 29 september - Anatolij Karpov, Sovjetunionen besegrar utmanaren Viktor Korttjnoj, Sovjetunionen i Bagguio City under kampen om världsmästartiteln.[1]
- 18 oktober - Anatolij Karpov, Sovjetunionen besegrar utmanaren Viktor Korttjnoj, Sovjetunionen och behåller därmed världsmästartiteln.[1]

### Simning
- 17-19 mars - Svenska kortbanemästerskapen avgörs i Malmö. 22 svenska rekord noteras under tävlingarna.[1]
- 20-23 juli - Svenska långbanemästerskapen avgörs i Landskrona.[1]
- 28 augusti - Världsmästerskapen avslutas i Västberlin.[1]

### Skidor, alpint
- 18 mars - Ingemar Stenmark, Sverige säkrar slutsegern i herrvärldscupen vid tävlingar i Arosa.[1]

#### Herrar

##### VM
- - Slalom
- 1 Ingemar Stenmark, Sverige
- 2 Piero Gros, Italien
- 3 Paul Frommelt, Liechtenstein
  - Storslalom
- 1 Ingemar Stenmark, Sverige
- 2 Andreas Wenzel, Liechtenstein
- 3 Willi Frommelt, Liechtenstein
  - Störtlopp
- 1 Josef Walcher, Österrike
- 2 Michael Veith, Västtyskland
- 3 Werner Grissmann, Österrike
  - Kombination
- 1  Andreas Wenzel, Liechtenstein
- 2 Sepp Ferstl, Västtyskland
- 3 Pete Patterson USA

##### Världscupen
- Totalsegrare: Ingemar Stenmark, Sverige
- Slalom: Ingemar Stenmark, Sverige
- Storslalom: Ingemar Stenmark, Sverige
- Störtlopp: Franz Klammer, Österrike

##### SM
- - Slalom vinns av Ingemar Stenmark, Tärna IK Fjällvinden. Lagtävlingen vinns av Östersund-Frösö SLK.
  - Storslalom vinns av Ingemar Stenmark, Tärna IK Fjällvinden. Lagtävlingen vinns av Tärna IK Fjällvinden.
  - Störtlopp vinns av Benny Lindberg, Djurgårdens IF. Lagtävlingen vinns av Östersund-Frösö SLK.

#### Damer

##### VM
- - Slalom
- 1 Lea Sölkner, Österrike
- 2 Pamela Behr, Västtyskland
- 3 Monika Kaserer, Österrike
  - Storslalom
- 1 Maria Epple, Västtyskland
- 2 Lise-Marie Morerod, Schweiz
- 3 Annemarie Moser-Pröll, Österrike
  - Störtlopp
- 1 Annemarie Moser-Pröll, Österrike
- 2 Irene Epple, Västtyskland
- 3 Doris de Agostini, Schweiz
  - Kombination
- 1 Annemarie Moser-Pröll, Österrike
- 2 Hanni Wenzel, Liechtenstein
- 3 Fabienne Serrat, Frankrike

##### Världscupen
- Totalsegrare: Hanni Wenzel, Liechtenstein
- Slalom: Hanni Wenzel, Liechtenstein
- Storslalom: Lise-Marie Morerod, Schweiz
- Störtlopp: Annemarie Moser-Pröll, Österrike

##### SM
- - Slalom vinns av Karin Sundberg, Lycksele IF. Lagtävlingen vinns av Gällivare SK
  - Storslalom vinns av Karin Sundberg, Lycksele IF. Lagtävlingen vinns av Vilhelmina IK.
  - Störtlopp vinns av Karin Sundberg, Lycksele IF.

### Skidor, längdåkning
- 13-19 mars - Svenska mästerskapen avgörs i Piteå.[1]
- 5 mars - Svenska skidspelen avgörs i Falun.[1]
- 10 juni - Worldloppet Ski Federation bildas i Uppsala.[28]

#### Herrar

##### VM
- 15 km
  - 1 Józef Łuszczek, Polen – 49.09,3
  - 2 Jevgenij Beljajev, Sovjetunionen – 49.11,6
  - 3 Juha Mieto, Finland – 49.14,3
- 30 km
  - 1 Sergej Saveljev, Sovjetunionen – 1:32.56,0
  - 2 Nikolaj Simjatov, Sovjetunionen – 1:33.48,2
  - 3 Józef Łuszczek, Polen – 1:33.52,2
- 50 km
  - 1 Sven-Åke Lundbäck, Sverige – 2:46.43,0
  - 2 Jevgenij Beljajev, Sovjetunionen – 2:47.34,4
  - 3 Jean-Paul Pierrat, Frankrike – 2:47.52,2
- Stafett 4 x 10 km
  - 1 Sverige – 2:05.17,6 (Sven-Åke Lundbäck, Christer Johansson, Tommy Limby & Thomas Magnusson)
  - 2 Finland – 2:05.28,9 (Esko Lähtevänoja, Juha Mieto, Pertti Teurajärvi & Matti Pitkänen)
  - 3 Norge – 2:06.48,3 (Lars-Erik Eriksen, Ove Aunli, Ivar Formo & Oddvar Brå)

Backhoppning, K70
- - 1 Matthias Buse, DDR
  - 2 Henry Glass, DDR
  - 3 Aleksej Borovitin, Sovjetunionen

Backhoppning, K90
- - 1 Tapio Räisenen, Finland
  - 2 Alois Lipburger, Österrike
  - 3 Falko Weisspflog, DDR

Backhoppning, K70, lag
- - 1 DDR – (Harald Duschek, Jochen Danneberg, Henry Glass & Matthias Buse)
  - 2 Finland – (Jari Puikkonen, Jouko Törmänen, Pentti Kokkonen & Tapio Räisenen)
  - 3 Norge  - (Rune Hauge, Roger Ruud, Tom Levorstad & Per Bergerud)
- Nordisk kombination
  - 1 Konrad Winkler, DDR
  - 2 Rauno Miettinen, Finland
  - 3 Ulrich Wehling, DDR

##### Världscupen
- 1 Sven-Åke Lundbäck, Sverige
- 2 Lars-Erik Eriksen, Norge
- 3 Magne Myrmo, Norge

##### Övrigt
- 5 mars - Jean-Paul Pierrat, Frankrike vinner Vasaloppet.[29]

##### SM
- - 15 km vinns av Sven-Åke Lundbäck, Bergnäsets AIK. Lagtävlingen vinns av Delsbo IF.
  - 30 km vinns av Sven-Åke Lundbäck, Bergnäsets AIK. Lagtävlingen vinns av Arvika IS.
  - 50 km vinns av Sven-Åke Lundbäck, Bergnäsets AIK. Lagtävlingen vinns av IFK Mora.
  - Stafett 3 x 10 km vinns av Skellefteå SK med laget  Tommy Lundberg, Jarl Svensson och Erik Wäppling .

#### Damer

##### VM
- 5 km
  - 1 Helena Takalo, Finland – 18.53,5
  - 2 Hilkka Riihivuori, Finland – 18.58,4
  - 3 Raisa Smetanina, Sovjetunionen – 19.01,3
- 10 km
  - 1 Sinaida Amosova, Sovjetunionen –37.01,7
  - 2 Raisa Smetanina, Sovjetunionen – 37.13,3
  - 3 Hilkka Riihivuori, Finland – 37.23,4
- 20 km
  - 1 Sinaida Amosova, Sovjetunionen
  - 2 Galina Kulakova, Sovjetunionen
  - 3 Helena Takalo, Finland
- Stafett 4 x 5 km
  - 1 Finland – 1:13.25,8 (Taina Impiö, Marja-Liisa Hämäläinen, Hilkka Riihivuori & Helena Takalo)
  - 2 DDR – 1:13.29,7 (Marlies Rostock, Birgit Schreiber, Barbara Petzold & Christel Meinel)
  - 3 Sovjetunionen – 1:13.39,8 (Nina Rotsjeva, Sinaida Amosova, Raisa Smetanina & Galina Kulakova)

##### SM
- - 5 km vinns av Lena Carlzon-Lundbäck, Malmbergets AIF. Lagtävlingen vinns av Delsbo IF.
  - 10 km vinns av Eva Olsson, Delsbo IF. Lagtävlingen vinns av Delsbo IF.
  - 20 km vinns av Eva Olsson, Delsbo IF. Lagtävlingen vinns av Delsbo IF.
  - Stafett 3 x 5 km vinns av Delsbo IF med laget  Margareta Hermansson, Eva Olsson och Gudrun Fröjdh .

### Skidskytte

#### VM

##### Herrar
- Sprint 10 km
  - 1 Frank Ullrich, DDR
  - 2 Eberhard Rösch, DDR
  - 3 Klaus Siebert, DDR
- Distans 20 km
  - 1 Odd Lirhus, Norge
  - 2 Frank Ullrich, DDR
  - 3 Eberhard Rösch, DDR
- Stafett 4 x 7,5 km
  - 1 DDR (Manfred Beer, Klaus Siebert. Frank Ullrich & Eberhard Rösch)
  - 2 Norge (Odd Lirhus, Sigleif Johansen, Roar Nilsen & Tor Svendsberget)
  - 3 Västtyskland (Gerhard Winkler, Andreas Schweiger. Hans Estner & Heinrich Mehringerr)

### Tennis

#### Herrar
- 8 januari - Jimmy Connors, USA vinner GP Masters-finalen i New York mot Björn Borg, Sverige med 2-1 i set.[1]

- - Tennisens Grand Slam:
  - 11 juni - Björn Borg, Sverige vinner Franska öppna genom att finalslå Guillermo Vilas, Argentina med 3-0 i set.[1]
  - 9 juli - Björn Borg, Sverige vinner Wimbledonmästerskapen genom att finalslå Jimmy Connors, USA med 3-0 i set.[1]
  - 10 september - Jimmy Connors, USA besegrar Björn Borg, Sverige med 3-0 i set i US Open-finalen i Flushing Meadow Park.
  - Australiska öppna - Guillermo Vilas, Argentina
- 10 december - Davis Cup: USA finalbesegrar Storbritannien med 4-1 i Rancho Mirage.[30]

#### Damer
- Tennisens Grand Slam damernas resultat:
  - Franska öppna - Virginia Ruzici, Rumänien
  - Wimbledon - Martina Navratilova, Tjeckoslovakien
  - US Open - Chris Evert, USA
  - Australiska öppna - Chris O'Neil, Australien
- 3 december - USA vinner Federation Cup genom att finalbesegra Australien med 2-1 i Melbourne.[31]

### Volleyboll
- 6 september - Kuba blir damvärldsmästare genom att finalbesegra Japan med 3-0 i Sovjet.[32]
- 1 oktober - Sovjet blir herrvärldsmästare genom att finalbesegra Italien med 3-0 i Rom.[33]

## Evenemang
- VM på cykel arrangeras i Nürburgring, Västtyskland
- VM i fotboll arrangeras i Buenos Aires, Argentina
- VM i ishockey arrangeras i Prag, Tjeckoslovakien
- VM i konståkning arrangeras i Ottawa, Kanada
- VM på skidor, nordiska grenar arrangeras i Lahtis, Finland
- VM på skidor, alpina grenar arrangeras i Garmisch-Partenkirchen, Västtyskland
- VM i skidskytte arrangeras i Hochfilzen, Österrike
- VM i basket arrangeras i Manila, Filippinerna
- EM i bordtennis arrangeras i Duisburg, Västtyskland
- EM i konståkning arrangeras i Strasbourg, Frankrike

## Födda
- 18 januari - Thor Hushovd, norsk cyklist.
- 25 januari - Denis Mensjov, rysk cyklist.
- 28 januari - Gianluigi Buffon, italiensk fotbollsspelare, målvakt.
- 27 februari - Emelie Öhrstig, svensk längdåkare och cyklist.
- 28 februari – Benjamin Raich, österrikisk alpin skidåkare.
- 1 mars - Marcus Nilson, svensk ishockeyspelare.
- 3 mars - Nicolas Kiesa, dansk racerförare.
- 8 mars – Johanna Sjöberg, svensk simmare.
- 11 mars – Didier Drogba, fotbollsspelare från Elfenbenskusten
- 14 mars – Pieter van den Hoogenband, nederländsk simmare.
- 19 mars - Gabriel Heinze, argentinsk fotbollsspelare.
- 5 april
  - Franzisca van Almsick, tysk simmare.
  - Dwain Chambers, brittisk friidrottare.
- 13 april - Carles Puyol, spansk fotbollsspelare.
- 17 april
  - Monika Bergmann-Schmuderer, tysk alpin skidåkare.
  - Hannu Manninen, finländsk tävlande i nordisk kombination.
- 27 april – Jakub Janda, tjeckisk backhoppare.
- 6 maj – Riita-Liisa Lassila, finländsk längdåkare.
- 16 maj
  - Karolina Westberg, svensk fotbollsspelare.
  - Olga Zaitseva, rysk skidskytt.
- 24 maj - Johan Holmqvist, svensk ishockeymålvakt.
- 11 juni - Vendela Zachrisson, svensk seglare, skipper.
- 20 juni - Frank Lampard, engelsk fotbollsspelare.
- 24 juni
  - Luis García, spansk fotbollsspelare.
  - Mikael Nilsson svensk fotbollsspelare.
- 7 juli - Marcus Ahlm, svensk handbollsspelare.
- 11 juli - Mats Troeng, svensk orienterare.
- 20 juli - Pavel Datsyuk, rysk ishockeyspelare.
- 31 juli - Justin Wilson, brittisk racerförare.
- 5 augusti – Kim Gevaert, belgisk friidrottare.
- 8 augusti - Louis Saha, fransk fotbollsspelare.
- 12 augusti - Hayley Wickenheiser, kanadensisk ishockeyspelare.
- 26 augusti – Hestrie Cloete, sydafrikansk friidrottare.
- 8 september - Marco Sturm, tysk ishockeyspelare.
- 14 september - Per Ledin, svensk ishockeyspelare, forward.
- 16 september – Michael Uhrmann, tysk backhoppare.
- 22 september - Harry Kewell, australisk fotbollsspelare.
- 25 september – Martin Koukal, tjeckisk längdåkare.
- 29 september – Karen Putzer, italiensk alpin skidåkare.
- 3 oktober - Gerald Asamoah, tysk fotbollsspelare.
- 14 oktober – Allison Forsyth, kanadensisk alpin skidåkare.
- 27 oktober – Sergej Samsonov, rysk ishockeyspelare.
- 31 oktober - Heidi Kackur, finländsk fotbollsspelare.
- 2 november
  - Alexander Östlund, svensk fotbollsspelare.
  - Noah Ngeny, kenyansk friidrottare.
- 7 november - Line Østvold, norsk snowboardåkare.
- 8 november - Rio Ferdinand, brittisk fotbollsspelare.
- 10 november - Kristian Huselius, svensk ishockeyspelare.
- 11 november - Erik Edman svensk fotbollsspelare.
- 22 november – Francis Obikwelu, nigerisk-portugisisk friidrottare.
- 5 december - Olli Jokinen, finländsk ishockeyspelare.
- 12 december - Sebastian Seifert, svensk handbollsspelare.
- 27 december – Antje Buschschulte, tysk simmare.

## Avlidna
- 10 juni – Ralph Berzsenyi, 69, ungersk sportskytt, olympisk silvermedaljör.
- 11 september - Ronnie Peterson, 34, svensk racerförare (under tävling).[1]
- 15 september – Ricardo Zamora, 77, spansk fotbollsspelare, legendarisk målvakt
- 10 oktober – Ralph Metcalfe, 68, amerikansk friidrottare
- 20 oktober – Gunnar Nilsson, 29, svensk racerförare (cancer).[1]
- 7 november – Gene Tunney, 80, amerikansk boxare, tungviktsvärldsmästare.[1]

### Fotnoter
1. 1 2 3 4 5 6 7 8 9 10 11 12 13 14 15 16 17 18 19 20 21 22 23 24 25 26 27 28 29 30 31 32 33 34 35 36 37 38 39 40   Horisont 1978. Bertmarks
2. 1 2  Erik Jonsson (18 mars 1978). ”1970–1979”. Svenska Bandyförbundet. https://www.svenskbandy.se/BANDYFINALEN/HISTORIK/Svenskamastare/Herrar/1970-1979/. Läst 18 mars 2020.
3. 1 2  ”Västerås Sportklubbs SM-finaler i bandy”. VSK Forum. http://www.vskforum.com/vsk.nu/SM-finallag.html. Läst 21 juli 2011.
4. ↑  ”1978 World Series” (på engelska). Baseball-Reference.com. http://www.baseball-reference.com/postseason/1978_WS.shtml. Läst 10 juli 2015.
5. 1 2  ”Sport Statistics”. Arkiverad från originalet den 24 maj 2012. https://web.archive.org/web/20120524142342/http://todor66.com/basketball/Europe/Women_1978.html. Läst 24 augusti 2011.
6. ↑  ”Basketball Reference”. http://www.basketball-reference.com/leagues/NBA_1978_games.html. Läst 25 augusti 2011.
7. ↑  ”Sport Statistics”. Arkiverad från originalet den 12 juli 2008. https://web.archive.org/web/20080712055650/http://todor66.com/basketball/World/Men_1978.html. Läst 24 augusti 2011.
8. ↑  ”African Nations Cup 1978” (på engelska). RSSSF. http://www.rsssf.com/tables/78a.html. Läst 16 augusti 2011.
9. 1 2 3  ”European Competitions 1977-78” (på engelska). RSSSF. http://www.rsssf.com/ec/ec197778.html. Läst 16 augusti 2011.
10. ↑  ”England FA Challenge Cup 1977-1978” (på engelska). RSSSF. http://www.rsssf.com/tablese/engcup1978.html. Läst 19 augusti 2012.
11. ↑  ”World Cup 1978” (på engelska). RSSSF. http://www.rsssf.com/tables/78f.html. Läst 12 augusti 2011.
12. ↑  ”Nordic Championships (Women) 1978” (på engelska). RSSSF. http://www.rsssf.com/tablesw/wnord7482.html#78. Läst 20 augusti 2012.
13. ↑  Jimmy Lindahl (13 juli 2005). ”Svenska cupen – finalmatcher”. Bolletinen. http://www.bolletinen.se/sfs/pdf/stat_h_allsvens_1941_2005_stat_herr_cupen_finalmatcher.pdf. Läst 21 augusti 2012.
14. ↑   (på svenska)Fotbollmagasinet (6). 1996.
15. ↑  ”1970” (på portugisiska). Sylvesterloppet. Arkiverad från originalet den 1 mars 2014. https://web.archive.org/web/20140301024448/http://www.saosilvestre.com.br/1970. Läst 19 augusti 2012.
16. ↑  ”Boston Marathon”. Arkiverad från originalet den 27 april 2015. https://web.archive.org/web/20150427035419/http://www.baa.org/races/boston-marathon/boston-marathon-history/past-champions/past-mens-open-champions.aspx. Läst 9 april 2011.
17. ↑  ”Boston Marathon”. Arkiverad från originalet den 7 mars 2012. https://web.archive.org/web/20120307073943/http://www.baa.org/races/boston-marathon/boston-marathon-history/past-champions/past-womens-open-champions.aspx. Läst 9 april 2011.
18. ↑  ”Sport Statistics”. Arkiverad från originalet den 24 augusti 2011. https://web.archive.org/web/20110824151029/http://www.todor66.com/handball/World/Men_1978.html. Läst 23 augusti 2011.
19. ↑  ”Sport Statistics”. Arkiverad från originalet den 24 augusti 2011. https://web.archive.org/web/20110824163352/http://www.todor66.com/handball/World/Women_1978.html. Läst 23 augusti 2011.
20. ↑  ”Championnat du monde 1978 des moins de 20 ans” (på franska). Hockey Archives. 3 januari 1978. https://www.hockeyarchives.info/U-20_1978.htm. Läst 9 september 2012.
21. ↑  ”Championnat de Suède 1977/78” (på franska). Hockey Archives. 4 april 1978. Arkiverad från originalet den 3 november 2015. https://web.archive.org/web/20151103233147/http://www.hockeyarchives.info/Suede1978.htm. Läst 15 augusti 2011.
22. ↑  ”Championnats du monde 197878” (på franska). Hockey Archives. 14 maj 1978. https://www.hockeyarchives.info/mondial1978.htm. Läst 15 augusti 2011.
23. ↑  ”NHL 1977/78” (på franska). Hockey Archives. https://www.hockeyarchives.info/NHL1978.htm. Läst 23 mars 2020.
24. ↑  ”Presentation av Anders Larsson ny ordförande för Svenska Ishockeyförbundet”. Svenska Ishockeyförbundet. 17 juni 2015. https://www.swehockey.se/Nyheter/nyheterfransvenskaishockeyforbundet/2015/Juni2015/PresentationavAndersLarssonnyordforandeforSvenskaIshockeyforbundet. Läst 16 mars 2020.
25. ↑  ”Matches internationaux 1978/79” (på franska). Hockey Archives. 22 december 1978. https://www.hockeyarchives.info/inter1979.htm. Läst 20 augusti 2012.
26. ↑   (på svenska)Hockey (CEWE) (3). 1996.
27. ↑  ”World Orienteering Championships 1978” (på engelska). http://orienteering.org/events/?event_id=22. Läst 20 augusti 2012.
28. ↑  ”Worloppet Ski Federation”. Arkiverad från originalet den 27 november 2011. https://web.archive.org/web/20111127114448/http://www.worldloppet.com/30yosatw/WL_21.pdf. Läst 12 september 2011.
29. ↑  ”Historiska segrare”. Vasaloppet. Arkiverad från originalet den 22 mars 2020. https://web.archive.org/web/20200322121012/https://www.vasaloppet.se/wp-content/uploads/sites/1/2019/09/historiska_segrare_vasaloppet_sve_2019-09-18.pdf. Läst 5 september 2011.
30. ↑  ”Davis Cup”. http://www.daviscup.com/en/results/tie/details.aspx?tieId=10003718. Läst 20 augusti 2011.
31. ↑  ”Fed Cup”. Arkiverad från originalet den 27 augusti 2011. https://web.archive.org/web/20110827160938/http://www.fedcup.com/en/results/tie/details.aspx?tieId=20004969. Läst 21 augusti 2011.
32. ↑  ”Sport Statistics”. Arkiverad från originalet den 29 mars 2012. https://web.archive.org/web/20120329002358/http://todor66.com/volleyball/World/Women_1978.html. Läst 24 augusti 2011.
33. ↑  ”Sport Statistics”. http://todor66.com/volleyball/World/Men_1978.html. Läst 24 augusti 2011.